# Sibylle Mania

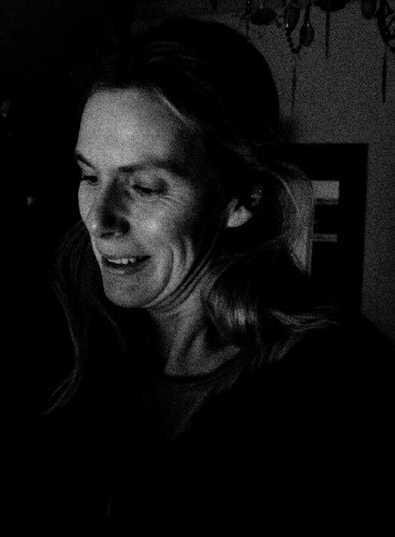
Sibylle Mania, 2012

Sibylle Mania (* 28. März 1967 in Jena) ist eine deutsche Fotografin und Zeichnerin. Sie unterrichtet an der Weimarer Mal- und Zeichenschule.

## Leben und Werk
Sibylle Mania war von 1984 bis 1987 Facharbeiterin für Keramik mit Abitur im Porzellanwerk Colditz, bevor sie ein einjähriges Praktikum im Glaswerk Derenburg und in der Formenbauwerkstatt im Porzellanwerk Kahla absolvierte. Danach zog es sie nach Halle in die Hochschule für Kunst und Design Burg Giebichenstein, wo sie von 1988 bis 1991 an der Fakultät Design Gefäßformgestaltung und an der Fakultät Kunst Plastik studierte. 1994 zog sie nach einem Aufenthalt in Bayern nach Weimar und studierte an der Bauhaus-Universität Freie Kunst, bis sie dann im Februar 2000 ihr Diplom für Freie Kunst (Fotografie und Zeichnung) erhielt.
Seit dem Jahr 2002 nimmt sie regelmäßig an verschiedenen Ausschreibungen teil, so auch 2004, als sie den Wettbewerb zur Gestaltung des so genannten Johannsmeier-Denkmals in Jena gewann.
Im Herbst 2009 wurde Sibylle Manias zweiter Entwurf der bundesweiten Ausschreibung für ein Denkmal Zum Gedenken an die politisch Verfolgten in der sowjetischen Besatzungszone und in der DDR zwischen 1945 und 1989 einstimmig dem Stadtrat zur Beschlussfassung vorgeschlagen. Der Entwurf ist in Zusammenarbeit mit ihrem Ehemann Martin Neubert entstanden. Die Einweihung ist am 17. Juni 2010, dem Jahresgedenktag an die republikweiten Proteste von 1953, erfolgt.
Am 10. September 2009 heiratete Sibylle Mania ihren bisherigen Lebensgefährten und künstlerischen Partner Martin Neubert, mit dem sie schon viele Projekte und Ausstellungen realisiert hat.
Im Mai 2012 wurde Manias Entwurf „Von Weimar zum Ischtar-Tor“ im Kulturbahnhof Weimar enthüllt. Das Kunst-am-Bau-Projekt besteht aus handgedruckter Tapete, welche optisch die geflieste Kachelstruktur des Foyers aufgreift. Kinder der Malschule Weimar entwickelten die gestempelten Motive zum Thema „Mobilität“. Die Schirmherrschaft übernahm der deutsche Farbphilosoph Friedrich-Ernst von Garnier.

## Veröffentlichungen
- Fotografien in: Meister Eckhart und sein Kloster (2003), Erfurt
- Coniugazioni. Sibylle Mania-Fabrizio Corneli. Catalogo della mostra (2003), Modena

## Kunst am Bau

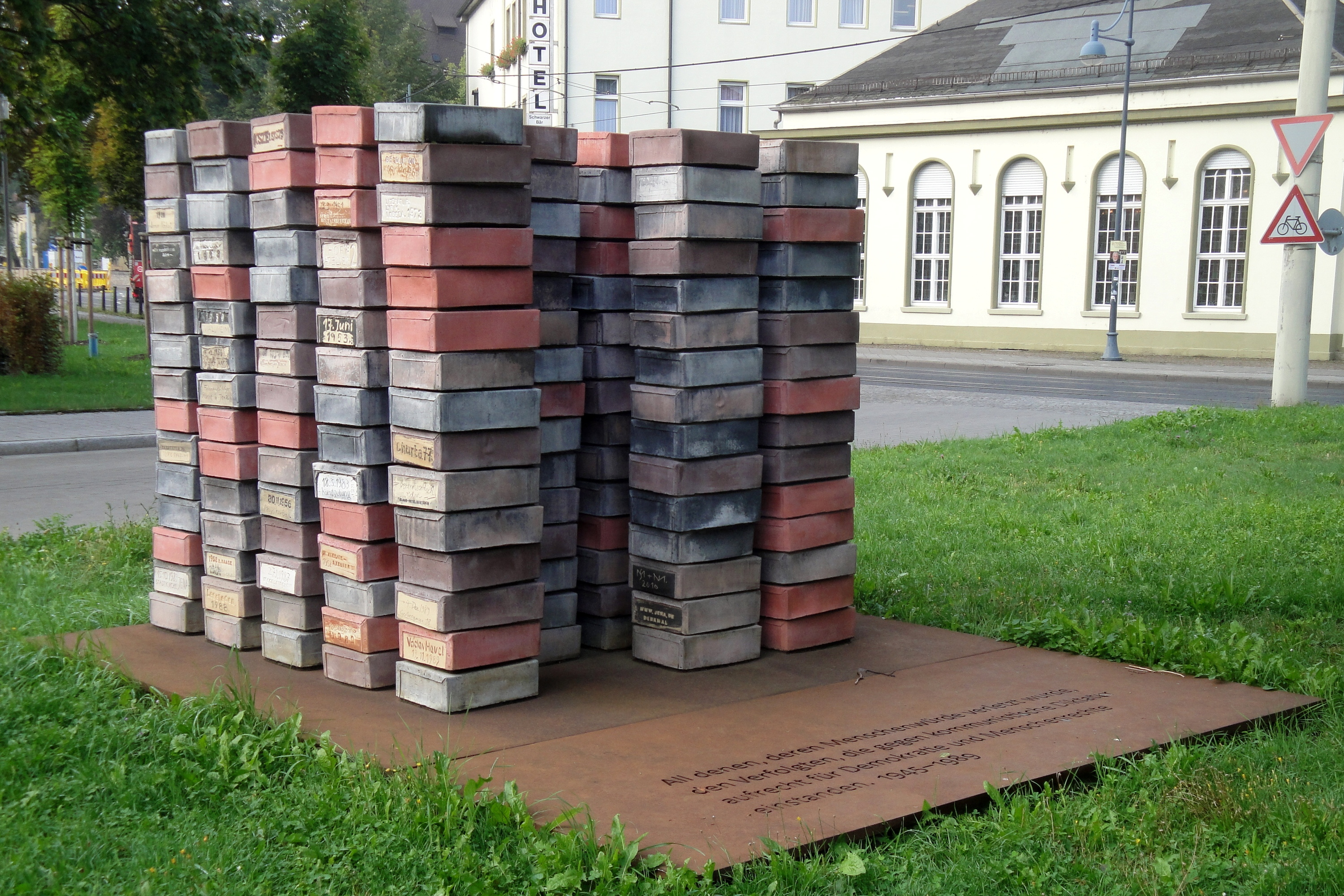
Denkmal für die politisch Verfolgten 1945–1989 in Jena

- Fotowand für Andachtsraum und Forschungszentrum im Klinikum Lobeda: Kontakaufnahme/Blätterschatten (2003), Jena
- Denkmal vor dem Technischen Rathaus: Zum Gedenken an die politisch Verfolgten in der sowjetischen Besatzungszone und in der DDR zwischen 1945 und 1989 (2010), Jena
- Wandbild im Foyer des Kulturbahnhofs Weimar: „Von Weimar bis zum Ischtar-Tor“ (2012), Weimar

## Ausstellungen
- Aquarelle und Grafik (1993), Jena
- Galerie der Stadt (1994), Gotha
- Galerie EIGEN & ART (Video, Installation, Fotografie) (1997), Leipzig
- Galerie J. Rothamel (Fotografie und Installation) (1998), Erfurt
- Fabrikgalerie (Gruppenausstellung) (2000), Apolda
- Galerie Vostry (2000), Erfurt
- artthuer 2000 (2000), Erfurt
- Flurstück 8, Diplomausstellung (Zeichnung und Fotografie) (2000), Weimar
- Italienreise (2001), Weimar
- Coniugazioni (2002–2003), Modena/Weimar
- Kind und Kindheit (2003), Jena
- Drei Ateliers – Familie Möhwald (2005–2006), Bürgel
- Zimmer mit Aussicht - Fotografien von New York und Istanbul (2007), München
- ROM – Fotografie von Sibylle Mania (2008), München
- Sammlung & Gärten – Farbfotografie von Sibylle Mania (2009), Weimar
- Sibylle Mania & Martin Neubert: Malerei, Ton, Fotografie im Gespräch. (2009), Bensheim-Auerbach
- Wettbewerbsbeitrag zum Denkmal der politisch Verfolgten der DDR, (Nov–Jan 2009), Jena
- Sibylle Mania & Martin Neubert, Café Lobenstein (Nov–Dez 2009), Erfurt
- Sibylle Mania: Jena Paradies – Forum Romanum und zurück, Villa Rosenthal (Jan–Feb 2010)[6], Jena
- Hausbesetzung, Angermuseum (2011/2012), Erfurt
- Licht, Augustinerkloster (2012/2013)[7], Gotha